# کنفرانس عمومی وزن و اندازه‌گیری
کنفرانس عمومی وزن و اندازه‌گیری (به فرانسوی: Conférence Générale des Poids et Mesures، مخفف CGPM و گاهی اوقات GCWM نیز خوانده می‌شود) عالی‌ترین مرجع اداره بین‌المللی اوزان و مقیاس‌ها است، سازمان سازمان بین‌المللی که در سال ۱۸۷۵ تحت عنوان کنوانسیون متر که از طریق آن کشورهای عضو در مورد موضوعات مربوط به علم اندازه‌گیری و استانداردهای اندازه‌گیری با هم عمل می‌کنند. CGPM از نمایندگان دولت‌های کشورهای عضو و ناظران همکار CGPM تشکیل شده است.

## تأسیس
در ۲۰ مه ۱۸۷۵ معاهده ای بین‌المللی موسوم به Convention du Mètre (کنوانسیون متر) توسط ۱۷ کشور امضا شد. این معاهده سازمان بین‌المللی اداره بین‌المللی اوزان و مقیاس‌ها را تشکیل داد، متشکل از:
- کنفرانس جنرال دسالید (CGPM)، کنفرانس بین‌المللی نمایندگان رسمی کشورهای عضو و مقام عالی برای همه اقدامات.
- Comité international des poids et mesures (CIPM)، متشکل از دانشمندان و مترولوژیست‌های منتخب، که تصمیمات CGPM را تهیه و اجرا می‌کند و مسئول نظارت بر دفتر بین‌المللی وزنه و اندازه‌گیری است.
- عملکرد آزمایشگاه و دبیرخانه دایمی، فعالیت‌های آن شامل ایجاد استانداردهای اساسی و مقیاس‌های اصلی و مقادیر فیزیکی و حفظ استانداردهای نمونه بین‌المللی است.

#### کشورهای عضو
- آرژانتین (۱۸۷۷)
- استرالیا (۱۹۴۷)
- اتریش (۱۸۷۵)
- بلژیک (۱۸۷۵)
- برزیل (۱۹۲۱)
- بلغارستان (۱۹۱۱)
- کانادا (۱۹۰۷)
- شیلی (۱۹۰۸)
- چین (۱۹۷۷)
- کلمبیا (۲۰۱۲)
- کرواسی (۲۰۰۸)
- جمهوری چک (۱۹۲۲)
- دانمارک (۱۸۷۵)
- مصر (۱۹۶۲)
- فنلاند (۱۹۱۳)
- فرانسه (۱۸۷۵)
- آلمان (۱۸۷۵)
- یونان (۲۰۰۱)
- مجارستان (۱۹۲۵)
- هند (۱۹۵۷)
- اندونزی (۱۹۶۰)
- ایران (۱۹۷۵)
- عراق (۲۰۱۳)
- ایرلند (۱۹۲۵)
- اسرائیل (۱۹۸۵)
- ایتالیا (۱۸۷۵)
- ژاپن (۱۸۸۵)
- قزاقستان (۲۰۰۸)
- کنیا (۲۰۱۰)
- لیتوانی (۲۰۱۵)
- مالزی (۲۰۰۱)
- مکزیک (۱۸۹۰)
- مونته‌نگرو (۲۰۱۸)
- هلند (۱۹۲۹)
- نیوزیلند (۱۹۹۱)
- نروژ (۱۸۷۵)
- پاکستان (۱۹۷۳)
- لهستان (۱۹۲۵)
- پرتغال (۱۸۷۶)
- رومانی (۱۸۸۴)
- فدراسیون روسیه (۱۸۷۵)
- عربستان سعودی (۲۰۱۱)
- صربستان (۲۰۰۱)
- سنگاپور (۱۹۹۴)
- اسلواکی (۱۹۲۲)
- اسلوونی (۲۰۱۶)
- آفریقای جنوبی (۱۹۶۴)
- کره جنوبی (۱۹۵۹)
- اسپانیا (۱۸۷۵)
- سوئد (۱۸۷۵)
- سوئیس (۱۸۷۵)
- تایلند (۱۹۱۲)
- تونس (۲۰۱۲)
- ترکیه (۱۸۷۵)
- اوکراین (۲۰۱۸)
- امارات متحده عربی (۲۰۱۵)
- انگلستان (۱۸۸۴)
- ایالات متحده (۱۸۷۸)
- اروگوئه (۱۹۰۸)